# Нагороди Естонії

Прапор Естонської Республіки

Герб Естонської Республіки

Нагороди Естонії поділяються на державні та відомчі. Першою започаткованою нагородою став Хрест Свободи, створений 1919 року. Сучасні відзнаки Естонської Республіки встановлені Законом про відзнаки, що набрав чинності 1 березня 1997 року. Відзнаками, за клопотанням комітету з нагород, нагороджує Президент Естонії.

## Державні нагороди

### Ордени
- Орден Державного герба (ест. Riigivapi teenetemärk)
- Орден Хреста землі Марії (ест. Maarjamaa Risti teenetemärk)
- Орден Білої зірки (ест. Valgetähe teenetemärk)
- Орден Орлиного хреста (ест. Kotkaristi teenetemärk)
- Орден Естонського Червоного Хреста (ест. Eesti Punase Risti teenetemärk)

### Хрести
- Хрест Свободи (ест. Vabadusrist)
- Орлиний хрест (ест. Kotkarist)

### Медалі
- Медаль ордена Білої зірки (ест. Valgetähe medaliklassi teenetemärk)
- Медаль ордена Естонського Червоного Хреста (ест. Eesti Punase Risti medaliklassi teenetemärk)

## Відомчі нагороди

### Нагороди Міністерства оборони Естонії
- Орден Військ оборони (ест. Kaitseväe teenetemärk)
- Хрест заслуг Військ оборони (ест. Kaitseväe teeneterist)
- Військово-морський орден (ест. Maaväe teenetemärk)
- Військово-морський хрест (ест. Mereväe rist)
- Орден «Віра та Воля» (ест. Teenetemärk «Usk ja Tahe»)
- Хрест заслуг Військово-повітряних сил (ест. Õhuväe teeneterist)

### НагородиСоюзу оборони Естонії

#### Хрести
- Білий хрест Союзу оборони (ест. Kaitseliidu Valgerist)

#### Медалі
- Медаль заслуг Союзу оборони (ест. Kaitseliidu teenetemedal)